# Karl Kutschera (Archäologe)
Karl Kutschera (* 23. Dezember 1905 in Meran; † 1952) war ein österreichischer Prähistoriker.
Karl Kutschera studierte Ur- und Frühgeschichte an der Universität Wien und wurde dort 1935 promoviert. 1940 trat er sein Amt als erster hauptberuflicher Kustos und Landesbeamter des Museums Carnuntinum an, das er bis zu seinem Tode leitete. 1947 und 1950 untersuchte er die Gräber auf dem Kirchenberg in Bad Deutsch-Altenburg.

## Schriften
- Die Wallburgen in Südtirol, deutschsprachiger Teil des Landes. Dissertation Wien 1935.
- Carnuntum. Eine Kurzführung durch Landschaft und Museen. Bad Deutsch-Altenburg 1942.
- Museum Carnuntinum. Kurzführer. Bad Deutsch-Altenburg 1949.
- Bad Deutsch-Altenburg, BH Bruck/Leitha, In: Fundberichte aus Österreich 5, 1946–1950, 138.
- Spätzeitliche Gräberfunde. In: Mitteilungen des Vereins der Freunde von Carnuntum 2, 1949, 3–4.
- Frühmittelalterliche Grabfunde am Kirchenberg in Bad Deutsch-Altenburg. In: Kulturberichte aus Niederösterreich 1951, 39–40.